# Giovanni Caselli
Giovanni Caselli (1815–1891) là một nhà vật lý người Ý. Ông là người đã phát minh ra máy điện báo toàn năng (pantelegraph), tiền thân của máy fax hiện đại. Trên thực tế, hệ thống máy sao chép (facsimile) hay "máy fax" đầu tiên cũng được xây dựng bởi Caselli.

## Tiểu sử
Lúc nhỏ, Giovanni Caselli theo học về các lĩnh vực văn học, lịch sử, khoa học và tôn giáo. Ông đã được bổ nhiệm làm thành viên của dell'Ateneo Ý. Ngoài công tác ở lãnh vực khoa học tự nhiên và vật lý, ông còn là một thầy tu của Nhà thờ Công giáo. Ông được phong chức vào năm 1836.
Vào năm 1841 Caselli đến Parma thuộc tỉnh Modena để làm gia sư cho con của Bá tước Sanvitale của xứ này. Năm 1849 ông tham gia cuộc khởi nghĩa ở địa phương và bỏ phiếu ủng hộ việc sáp nhập Công quốc Modena vào lãnh thổ của Vương quốc Sardegna. Vì việc này, Caselli bị trục xuất khỏi Modena và thế là ông lại trở về sinh quán Florence. Trong cùng năm đó ông trở thành giáo sư vật lý của Đại học Florence.
Tại Florence ông nghiên cứu vật lý dưới sự hướng dẫn của Leopoldo Nobili, cụ thể trong các lĩnh vực điện hóa học, điện từ học và từ tính. Caselli cũng bắt đầu xuất bản một tạp chí mang tên "Tiêu khiển" vào năm 1851 với nội dung nói về vật lý, viết theo ngôn ngữ bình dân dễ hiểu.

### Quá trình sáng chế máy điện báo toàn năng
Cái tên Pantèlègraph được hình thành từ chữ "pantograph" (máy vẽ truyền) - một công cụ dùng để sao chép từ ngữ và hình vẽ - và chữ "telegraph" (máy điện báo) một hệ thống truyền tín hiệu bằng điện thông qua các đường dây điện dài. Khi Caselli đang dạy học ở Đại học Florence, ông cũng tranh thủ bỏ nhiều công sức vào việc nghiên cứu công nghệ truyền hình ảnh và truyền các từ ngữ đơn giản bằng điện báo. Alexander Bain và Frederick Bakewell cũng đang nghiên cứu về công nghệ này. Vấn đề lớn nhất lúc đó chính là việc đồng bộ hóa bộ phận truyền phát và bộ phận nhận tín hiệu sao cho chúng hoạt động ăn khớp với nhau. Caselli đã phát triển một công nghệ điện hóa vối một "dụng cụ đồng bộ hóa" (đồng hồ điều tiết) giúp các cơ cấu phát và nhận tín hiệu hoạt động ăn khớp với nhau, và cơ cấu điều tiết này tỏ ra vượt trội hơn so với công nghệ mà Bain hay Bakewell ứng dụng.
Nguyên lý của công nghệ này khá đơn giản. Một hình ảnh vẽ trên một miếng lá thiếc bằng mực không dẫn điện. Một bút trâm bằng kim loại ở phía trên đặt chạm nhẹ vào lá thiếc và dòng điện truyền qua cả hai thứ đó vì chúng đều là chất dẫn điện. Lá thiếc có hình bằng mực sẽ chạy ngang qua bút trâm. Điện được dẫn khi không có mực và không dẫn khi có mực nằm giữa bút trâm và lá thiếc. Việc này khiến mạch điện bị đóng và mở tương ứng với hình ảnh chạy qua giữa bút trâm và lá thiếc. Tín hiệu đóng mở này được truyền đi qua đường dây cáp điện. Ở đầu bên kia là một máy thu tín hiệu mang một bút trâm dẫn điện và nó sẽ dập mực in màu xanh vào một tờ giấy trắng theo từng hàng từng hàng một - khi điện bị ngắt. Đây là quá trình "làm lại cho giống hệt" (tiếng La Tinh: fac simile) hình ảnh nguyên gốc.
Caselli chế tạo một mẫu thử của chiếc máy và gửi cho Leopoldo II, Đại Công tước Toscana xem thử. Leopoldo rất thích thú chiếc máy này và ông đã bỏ tiền tài trợ cho phát minh của Caselli. Khi quá trình tài trợ chấm dứt, Caselli tiếp tục sang Paris và trình chiếc máy cho Hoàng đế Pháp Napoleon III. Cũng như đối với Đại công Toscana, chiếc máy điện báo đã hoàn toàn chiếm được cảm tình của Hoàng đế Pháp. Từ năm 1857 đến 1861, Caselli tiếp tục công việc phát triển máu điện báo toàn năng tại Paris dưới sự hướng dẫn của kỹ sư và nhà sáng chế người Pháp Léon Foucault.
Vào năm 1858, phiên bản cải tiến của chiếc máy điện báo toàn năng được nhà vật lý Pháp Alexandre-Edmond Becquerel triển lãm tại Học viện Khoa học Pháp ở Paris. Đến năm 1860, Hoàng đế Napoleon III nhìn thấy một chiếc máy điện báo của Caselli trong một buổi triển lãm và đã đặt hàng máy điện báo toàn năng sử dụng cho mạng lưới điện báo trên toàn nước Pháp vào năm sau. Caselli không những được pháp tiếp cận vối hệ thống điện báo của nước Pháp để làm việc với chiếc máy của mình, mà ông cũng nhận được tiền tài trợ từ Hoàng đế. Một cuộc thử nghiệm về hệ thống truyền tin bằng điện báo toàn năng nối liền giữa Paris và Amiens đã thành công, với kết quả là chữ ký của nhà soạn nhạc Gioacchino Rossini đã được truyền đi một khoảng cách dài tới 140 km. Một cuộc thí nghiệm khác - lần này là truyền đi từ Paris tới Marseille cách đó 800 km cũng thành công. Thế là vào năm 1864, chiếc máy điện báo toàn năng được chính thức sử dụng tại Pháp. Vào năm sau (1865), hệ thống truyền tin bằng điện báo toàn năng được xây dựng nối liền Paris và Lyon, và vươn tới Marseille vào năm 1867. Như vậy, phiên bản sơ khai của chiếc máy fax đã đi vào hoạt động trước khi điện ảnh, truyền hình và cả điện thoại ra đời. Alexander Graham Bell chỉ nhận được bằng sáng chế về điện thoại (No. 174,465) bởi Cơ quan đăng ký bằng sáng chế và tên thương mại Hoa Kỳ vào năm 1876.

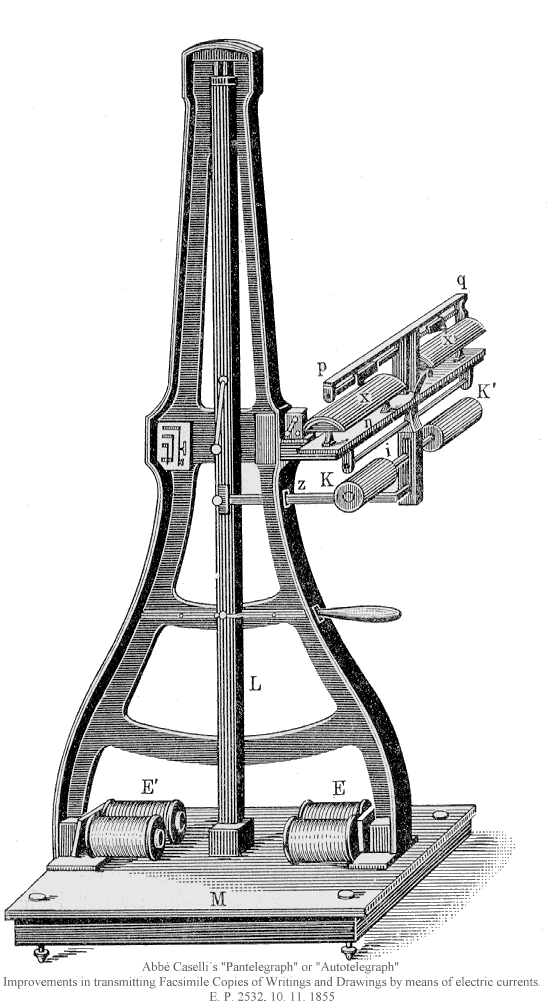
Máy điện báo toàn năng của Caselli, năm 1861
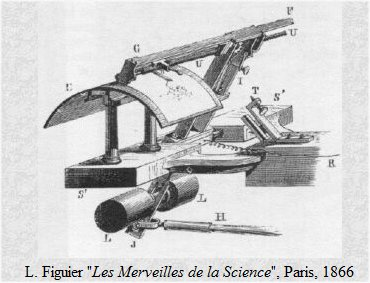
Máy điện báo toàn năng đang "đọc" một lá thiếc
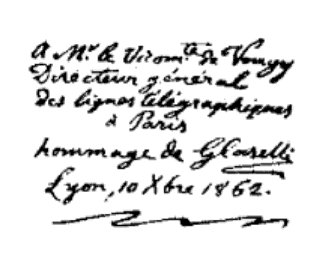
Hình ảnh vẽ bằng máy điện báo, 10 tháng 2 năm 1862
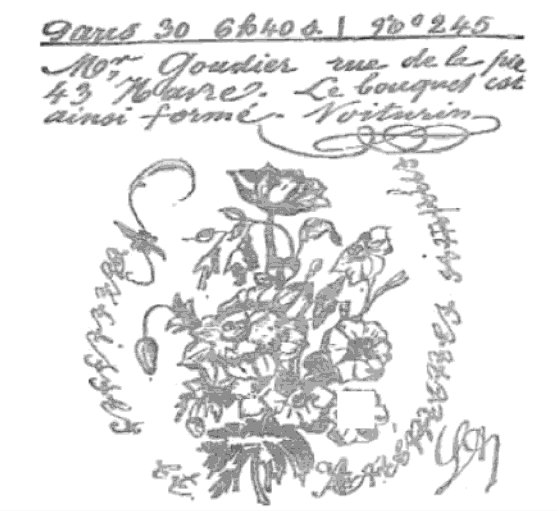
Hình ảnh do máy điện báo toàn năng sao chép lại, vẽ bằng mực xanh

Caselli được cấp bằng sáng chế về chiếc máy điện báo toàn năng ở châu Âu vào năm 1861 (E.P. 2532) và ở Hoa Kỳ vào năm 1863 (No. 37,563). Ông đã tổ chức triển lãm thành công chiếc máy này vào năm 1861 tại buổi lễ triển lãm Florence, trong số khách tham dự có cả vị vua nước Ý Victor Emmanuel II. Chiếc máy này hoạt động thành công đến nỗi mà hoàng đế Napoleon III đã trao thưởng ông Huân chương Bắc Đẩu Bội tinh. Các nhà khoa học và kỹ sư ở Paris đã thành lập nên Hiệp hội Điện báo toàn năng để chia sẻ thông tin và kiến thức về phát minh này.
Hội đồng Lập pháp và Hội đồng Nhà nước Pháp đã ủy quyền xây dựng một tuyến điện báo toàn năng giữa thủ đô Paris và thành phố Marseille. Ở Anh, một tuyến thử nghiệm nối từ thủ đô Luân Đôn và Liverpool trong vòng 4 tháng cũng được xây dựng. Sau đó, hoàng đế Napoleon III đã mua một chiếc máy của Caselli nhằm phục vụ cho mục đích công cộng, cụ thể là truyền tín hiệu giữa Paris với Lyon. Nó được đặt tại đó cho đến hết trận Sedan (1870). Nga hoàng Nikolai I cũng xây dựng một tuyến điện báo thử nghiệm nới giữa các cung điện của ông tại kinh đô Sankt Peterburg với Moskva từ năm 1851 tới 1855. Trong năm hoạt động đầu tiên, hệ thống đã truyền được gần 5.000 "bản fax" với tốc độ cao nhất đạt tới 110 bản/giờ. Tuy nhiên, trình độ kỹ thuật thời đó phát triển quá chậm để phát minh của Caselli được vận hành một cách đáng tin cậy, và kết cục là mọi cố gắng trong lĩnh vực này đã đổ bể. Bản thân Caselli cũng từ bỏ việc phát triển, cải tiến phát minh của mình và trở về sống ở Florence cho đến khi mất. Phải đợi đến 100 năm sau thì ý tưởng của Caselli mới được phát triển để có thể ứng dụng rộng rãi như ngày nay.